# Islam: What the West Needs to Know
Islam: What the West Needs to Know ist eine Dokumentation aus dem Jahre 2006. Laut den Produzenten untersucht der Film den Islam und islamisch motivierte Gewalt gegenüber Nicht-Muslimen. Die Produktionsfirma ist Quixotic Media. Der Film zeigt Diskussionen über religiöse Texte und Interviews mit Robert Spencer (US-amerikanischer Schriftsteller und Religionswissenschaftler), Srđa Trifković, Bat Ye'or (britische Autorin, warnt vor einer Islamisierung Europas), Abdullah Al-Araby und Walid Shoebat (nach eigenen Angaben ein ehemaliger PLO-Aktivist und heute ein Islamkritiker).
Der Film feierte seine Premiere am American Film Renaissance Festival in Hollywood am 15. Januar 2006 und hatte eine begrenzte Veröffentlichung in Chicago, Washington D. C. und Atlanta im Sommer 2006.
Der Film argumentiert, der Islam sei eine gewalttätige Religion, die die Weltherrschaft anstrebe.

## Synopsis
Die Dokumentation benutzt Material aus den islamischen heiligen Schriften als Quelle und wird in sechs Teilen präsentiert:
1. Es gibt keinen Gott außer Allah und Mohammed ist sein Prophet: Im ersten Teil geben die Kommentatoren an, dass die von ihnen sogenannte islamische Gewalt auf den Lehren Mohammeds fuße und der Koran Gewalt gegen Ungläubige vorschreibe und sanktioniere.
2. Der Kampf: Im zweiten Teil definiert Walid Shoebat den Dschihad als einen Kampf, den Willen Allahs über die ganze Welt zu bringen. Dies führe dazu, dass ein heiliger Krieg gegen die nicht-muslimische Welt geführt werde, um sie unter islamische Herrschaft zu bringen.
3. Expansion: Im dritten Teil beschreibt Bat Ye'or die Expansion des Islam durch Eroberungen und präsentiert historische Belege für Versklavungen und Massaker an Nicht-Moslems von Muslimen.
4. Krieg ist Täuschung: Im vierten Teil erklären Robert Spencer, Walid Shoebat und Abdullah Al-Araby ihre Sicht des islamischen Konzepts der Taqiyya. Dies sei sanktionertes Lügen, um die Religion des Islam zu verbreiten.
5. Mehr als eine Religion: Im fünften Teil wird erklärt, dass der Islam totalitär sei und jeden Bereich des Lebens regele. Dies sei genau so wie es beim Kommunismus sei.
6. Das Haus des Krieges: Im letzten Teil geht es um die islamische Einteilung der Welt in das Haus des Krieges und das Haus des Islam. Nach Aussagen des Films würden Muslime das Haus des Krieges unterwerfen und dem Haus des Islam einverleiben.

## Kritiken
Lawrence Toppman vom Charlotte Observer beschrieb den Film als gedankenanregend und wichtig. Ohne die zentrale These des Films zu bejahen oder zu verneinen, erklärte Toppman: „Wenn ihre zentrale These wahr ist, und es ist wert darüber nachzudenken, dann ist dies der erschreckendste Film des 21. Jahrhunderts, bis jetzt.“
Die Gwinnett Daily Post sagte, er sei „überwältigend“ (englisch mind-blowing).
Andere kritisierten den Film als fehlerhaft, zu stark vereinfachend sowie voreingenommen und sogar propagandistisch gegen den Islam. Michael Phillips beschreibt ihn in der Chicago Tribune als geisttötendes antiislamisches Propagandawerk.
Im Washington City Paper vertritt Louis Bayard die Ansicht, dass wenn die Regisseure „David und Daly ein klein wenig Vorstellungsvermögen hätten, sie in der Lage sein könnten zu sehen, dass der Teufel, den sie jagen, nicht der Islam, sondern Fundamentalismus ist, der viele Formen annimmt. Sogar Dokumentationen.“